# アリザ・マククラ
アリザ・マククラ（Ariza Makukula, 1981年3月4日 - ）は、ザイール (現：コンゴ民主共和国)・キンシャサ出身の元ポルトガル代表の元サッカー選手。ポジションはCF。
父親は元サッカー選手でザイール代表の経験を持つKuyangana Makukula。

## 経歴

### クラブ
ヴィトーリア・セトゥーバルを含む4クラブでポルトガルの地で7年に渡りプレーしたコンゴ人サッカー選手の父とポルトガル人の母の下 でキンシャサに生まれたマククラは、スペイン2部のUDサラマンカでプロキャリアを開始した。CDレガネスへの期限付き移籍を経て、2001-02シーズンにサラマンカへ復帰すると20得点を挙げる活躍を見せた。
2001年夏にフランス1部のFCナントと契約するも、定位置を掴めずトップチームとリザーブの行き来を繰り返していた。その後、降格に苦しむスペイン1部のレアル・バリャドリードへ貸し出され、加入1シーズン目に18試合8得点を挙げたが、降格を防ぐことは出来ずに終わった。
その後、移籍金400万ユーロで同国1部のセビージャFCと契約 し、1シーズン目は軟骨の手術で約1ヶ月離脱していた 影響があったものの控えめながら出場機会を得ていたが、2シーズン目にルイス・ファビアーノ, フレデリック・カヌーテ, ハビエル・サビオラの加入や右膝に重傷を負い半年離脱していた ことが重なったこともあり出番が訪れなかった。そのため、ジムナスティック・タラゴナ, CSマリティモと2度貸し出された。
母国に戻ったマククラは、1部の舞台で13試合7得点と活躍していたところ、シーズン中の2008年1月下旬に移籍金350万ユーロで同リーグの強豪SLベンフィカに引き抜かれ4年半の契約を締結 し、同年2月14日にUEFAカップ 2007-08の1.FCニュルンベルクとの第1戦（ホーム1-0勝利）で決勝点を挙げた。翌2008-09シーズンの前半戦で出場が0に終わったことで、2009年1月16日にボルトン・ワンダラーズFCに期限付き移籍（夏に移籍金450万ユーロでの買取りオプション付）で加入 し、それから数日後のマンチェスター・ユナイテッドFC戦（ホーム0-1敗北）で64分から移籍後初出場を飾った。
2009年8月11日にトルコ1部のカイセリスポルへ1年の期限付き移籍が決定。チームとしては上位に顔を出すことなく8位でシーズンを終えたが、個人としては得点王のタイトルを獲得する成功を収めた。2010年夏の移籍市場では、締め切り残り数分に移籍金200万ユーロで同リーグのマニサスポルと3年契約を締結。2012年夏に同国2部の カルシュヤカSKと契約。
2013年1月にカルシュヤカから放出後は、約5年ぶりに母国へ復帰しヴィトーリア・セトゥーバルと契約した。

### 代表
U-21ポルトガル代表としてUEFA U-21欧州選手権2002に参加。
ポルトガルの年代別代表としての出場歴があったものの、A代表としてはコンゴ民主共和国代表を希望していた。しかし、21歳の誕生日を迎えるまでの間に変更を申請するとのFIFA規約（2009年6月に同規約は撤廃）により、2005年当時23歳だったマククラはコンゴ民主共和国代表での出場は叶わなかった。
マリティモで安定したパフォーマンスを披露していたところ、ヌーノ・ゴメスの負傷により急遽ポルトガルA代表に初招集され、2007年10月17日のUEFA EURO 2008予選カザフスタン戦（アウェイ2-1勝利）で初出場を飾り、84分に代表初得点を記録した。2010 FIFAワールドカップの23人メンバー入りは叶わず、24人の暫定メンバーにも名を連ねなかった が、バックアップメンバーの6人には選出された。

## タイトル

### 個人
- スュペル・リグ得点王：2009-10